# 崔銀姫
崔 銀姫 (チェ・ウニ、ハングル: 최은희、1926年11月20日 - 2018年4月16日)は大韓民国の俳優であり、1960年代から1970年代にかけて同国で最も人気のあるスター女優のひとり。本名は崔慶順（チェ・ギョンスン、최경순）。号は郷恩（ヒャンウン、향은）。舞台50回、映画150余編に出演し、国内外の賞を受賞した。
1978年、彼女と離婚した夫の申相玉（シン・サンオク）は北朝鮮当局に拉致され、1986年にウィーンのアメリカ大使館に亡命を求めるまで北朝鮮で映画の制作を余儀なくされた。2人はアメリカ合衆国で10年間過ごしたのち、1999年に韓国に帰国した。

## 経歴

### 初期の俳優活動と成功

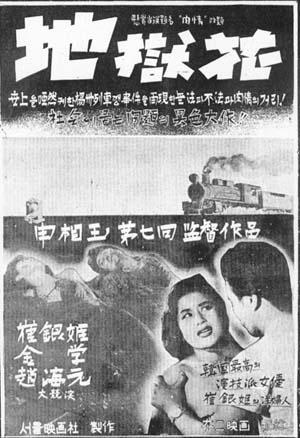
『地獄花』（1958年）

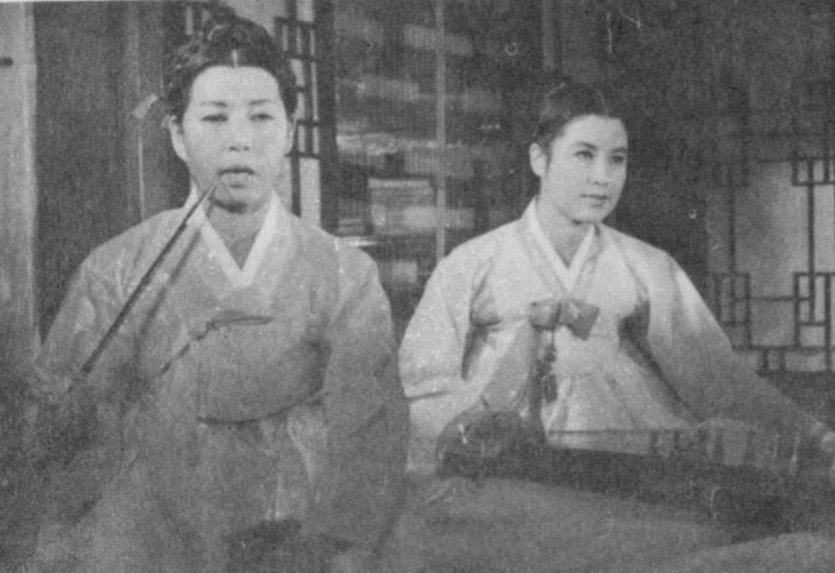
『成春香』（1961年）

崔銀姫は日本統治下の朝鮮、京畿道の広州市に1926年に生まれた。1944年に高等女学校を卒業し、劇団「現代劇場」に入り、演劇活動を開始した。同年、映画監督の金学成と結婚したが朝鮮戦争勃発に際し、離婚した。芸名の「銀姫」は、第二次世界大戦後、当時の流行小説から採ったものである。彼女の映画デビューは1947年の『新しき誓い』であった。彼女は、1948年の映画『夜なかの太陽』に出演したのち、翌年から名声を博するようになり、すぐに女優の金芝美（キム・ジミ）や厳鶯蘭（オム・エンナン）とともに「韓国映画のトロイカ」と並び称されるようになった。
1954年に申相玉監督と結婚すると、2人は申（シン）フィルムを設立した。2人は1960年代の韓国にあって唯一、メジャー・スタジオによる映画制作システムを成し遂げた。崔銀姫は130本以上の映画に出演し、1960年代と1970年代には韓国映画界最大のスターの1人と見られた。『地獄花』（1958年）や『離れの客とお母さん』（1961年）など、象徴的な申相玉作品の多くに出演した。カラー・シネマスコープで製作された申相玉監督の『成春香』（1961年）は72日間にわたるロングランで42万人の観客動員を記録した。
1964年には、俳優業のかたわら、安養映画芸術学校（京畿道安養市）の校長として後進を養成する立場となった。
不妊症と診断された後、夫妻は正均（ジョンギュン）とミョンキムという男女2人の子どもを養子にむかえ、赤ん坊のころから育てた。

### 拉致と北朝鮮での日々
1976年、崔銀姫は申相玉が若い女優呉樹美（オ・スミ）との間に2人目の子どもをもうけたという報に接し、22年間連れ添った申と離婚した。彼女はこのとき50歳であった。
崔と申は離婚後、それぞれ別の理由からではあるが、ともに仕事を失いはじめた。彼女は1978年1月11日、彼女の経営する安養映画芸術学校を支援し、また、ともに映画会社を立ち上げようと申し出た実業家（を装った人物）に会うため、香港を訪れた。申は崔に香港に行くことはやめた方がよいと言ったが、彼女は久しぶりに一人で海外に出かけた。そして、北朝鮮の次期最高指導者であった金正日の指令を受けた工作員の謀略によって香港から北朝鮮へ拉致された。1978年1月22日、彼女を乗せた船は8日間かけて北朝鮮の南浦港付近に到着したが、その間、彼女は何度も帰してくれと泣いて訴えたが、何回も薬を打たれ、眠らされた。彼女が北朝鮮の地を初めて踏み、桟橋から降りると、前から歩いて来る少し太めの男性の姿があった。その男性は、次のように自己紹介し、崔銀姫に手を差し出して握手を求めた。
拉致された後の彼女は、金正日の別荘に連れて行かれ、夕食やパーティによく付き合わされた。金正日はコニャックをことのほか好んでおり、いつもヘネシーを飲んでいたという。彼女を拉致した理由は、北朝鮮の映画や芸術の向上に力を貸してほしいというものであった。ある日、崔銀姫は劇場で数人の男性に引き合わされた。それは、崔の拉致を指揮した労働党調査部副部長の任浩君、労働党連絡部長の李完基、それから拉致実行犯の工作員3名であった。崔はあまりの恐怖に作り笑いをして応えるよりほかなかった。金正日は、崔銀姫がどんな反応をするのかを心ゆくまで楽しんでいたのである。
彼女の拉致後、彼女の捜索活動にあたっていた申相玉もまた、同じ年の7月、北朝鮮工作員によって拉致された。申相玉を拉致したのは、崔を拉致した実行犯と同じ3人であった。申相玉はのちに、日本で同時期に拉致犯罪を繰り返していたのは間違いなくこの3人だと発言している。崔銀姫と申相玉の2人はしかし、1983年3月まで対面することなく北朝鮮で別々に暮らした。
北朝鮮での抑留生活の中、彼女はローマ・カトリックに改宗した。これは、彼女が東北里の招待所に収容されている1979年から1980年にかけて、散歩中にポルトガル領マカオから拉致されてきた「ミス・孔」（本名、孔令譻）という中国女性と出会い、親密になった影響による。「ミス・孔」と出会う前、彼女は東北里でヨルダンから拉致されてきた女性とも遭遇した。彼女からはクリスマスにシフォンのスカーフを贈られた。
「ミス・孔」はマカオのリスボア・ホテルの宝石店で働いていた1978年7月、蘇妙珍というもう1人の女性とともに拉致されたカトリック信者で、拉致当時20歳であった。彼女たちは在北朝鮮インドネシア大使館にかけこんだが、大使館は北朝鮮側に彼女たちを引き渡してしまったという。1982年1月、崔は「ミス・孔」と東北里で再会した。3月に別れるまでしばしば会い、親しく語り合うなかでカトリック信者となり、孔は自身の洗礼名「マリア」、崔銀姫は孔によって与えられた「マザリン」の名で互いに呼び合うようになった。
ある時、年老いた理容師が崔銀姫に「東北里の招待所に拉致された日本人女性がいる」と語ったことがある。理容師はさまざまな招待所を巡回して多くの要人・賓客の髪をカットしていたので、誰がどこから拉致されたか等すべてを知っていた。彼の話に出てくる女性はいつも「日本に帰りたい」と悲嘆にくれていたという。彼から聞いた彼女の容貌は、北朝鮮から脱出した後にみた田口八重子の似顔絵にそっくりだったという。
1983年3月8日、金正日の主催する宴会の席で崔銀姫と申相玉の2人は引き合わされ、再会した。崔は、申がこの場にいることに心底驚いた。「抱擁しなさい。なぜ立ったままでいるのですか」と金正日が声をかけた。崔と申は金正日の勧めもあって再婚した。金正日は2人に映画を作らせ、その中には彼女が第14回モスクワ国際映画祭で最優秀女優賞を獲得した1985年の『塩（ソグム）』も含まれる。金正日は映画マニアで膨大なコレクションを平壌に有していた。崔銀姫は後に、2人は「体制を称賛するプロパガンダ映画ではなく、芸術的価値のある映画」を制作することはできたが、金正日が彼女を拉致監禁したことは許すことができなかったと語った。崔銀姫は、北朝鮮から脱出した後に備えて金正日に関する記録を集めようと考え、バッグのなかに録音再生機器を隠し持っていた。そのとき録音した金正日の肉声を収めたテープは現存し、1994年にNHKニュース7で紹介されたほかドキュメンタリー映画にも使用されている。ある時、夫妻が招かれた会食で歓迎の拍手をする部下たちを見ながら、金正日が彼女の耳元で「あの賞賛は全部ウソです」とささやいたことがあったという。彼女は、そこに独裁者の孤独を強く感じた。
韓国帰国後も、彼女は自らの拉致事件を思い返すたびに「腸（はらわた）の煮えくり返るような怒り」でいっぱいになるという。

### 脱出とその後の人生
夫婦はついに1986年3月15日、オーストリアのウィーンを旅行中に逃亡を敢行、アメリカ大使館に駆け込んだ。脱出直前まで2人とタクシーに同乗していたのは、インタビューの予定が入っていた共同通信社論説委員の榎彰であった。大使館のアメリカ人職員は薔薇の花一輪を崔銀姫に差し出し、"Welcome to the West" と言った。2人は政治亡命を申し出た。
彼らは1999年に韓国に帰国するまでの間、アメリカ合衆国バージニア州のレストン、次いでカリフォルニア州のビバリーヒルズで生活した。韓国に帰国した後、崔銀姫は日本政府の求めに応じ、北朝鮮の拉致工作機関の実態などについて証言をしている。申相玉は2006年に亡くなるが、そのときまで2人の結婚生活は続いたのだった。
2018年4月16日、崔銀姫はその日の午後に腎臓透析を受ける予定だった病院で亡くなった。91歳。彼女を最後に看取ったのは、養子の申正均であった。彼女の死は、韓国全土に広汎な喪をもたらした。

## メディアのなかの崔銀姫
2015年、映画プロデューサーで文筆家のポール・フィッシャーは、崔銀姫と申相玉の生涯を英語でつづった『金正日プロダクション：誘拐された映画制作者の驚くべき実話（A Kim Jong-Il Production: The Extraordinary True Story of a Kidnapped Filmmaker）』と題する伝記を発表した。
2016年1月、ユタ州サンダンス・リゾートで開かれたサンダンス映画祭2016のワールド・ドキュメンタリー・コンペティション部門では、イギリスのロバート・キャナンとロス・アダムスの共同制作による『愛する人たちと暴君（The Lovers and the Despot）』と題する北朝鮮での苦難を描いたドキュメンタリーが放映された。本作は、第66回ベルリン国際映画祭にも出品されている。日本でも2016年9月、『将軍様、あなたのために映画を撮ります』の題名で公開された。

## 代表作
| 年                     | タイトル                                                                  | 配役                   | 参照         |
| 米軍軍政時代           | 米軍軍政時代                                                              | 米軍軍政時代           | 米軍軍政時代 |
| ---------------------- | ------------------------------------------------------------------------- | ---------------------- | ------------ |
| 1947                   | 『新しき誓い』（A New Oath）                                              |                        | [ 36 ]       |
| 1948                   | 『夜中の太陽』（The Sun of Night）                                        |                        | [ 36 ]       |
| 1949                   | 『心のなかの故郷』（A Hometown in Heart）                                 | 未亡人                 | [ 36 ]       |
| 大韓民国               |                                                                           |                        |              |
| 1958                   | 『地獄花』（A Flower in Hell）                                            | ソンヤ                 | [ 36 ]       |
| 1960                   | 『最後の日まで』（To the Last Day）                                       |                        | [ 36 ]       |
| 1961                   | 『成春香』（성춘향）                                                      |                        | [ 37 ]       |
| 1961                   | 『常緑樹』（Evergreen Tree）                                              |                        | [ 36 ]       |
| 1961                   | 『離れの客とお母さん』（The Houseguest and My Mother）                    | お母さん               | [ 36 ]       |
| 1962                   | 『孟進士宅の慶事』 （A Happy Day of Jinsa Maeng）                         | イブン                 | [ 36 ]       |
| 1962                   | 『列女門』（The Memorial Gate for Virtuous Women）                        |                        | [ 36 ]       |
| 1963                   | 『米』（Rice）                                                            |                        | [ 36 ]       |
| 1964                   | 『赤いスカーフ』（Red Scarf）                                             | ジソン                 | [ 36 ]       |
| 1964                   | 『聾唖の三龍』（Deaf Sam-yong）                                           |                        | [ 36 ]       |
| 1965                   | 『日清戦争と女傑閔妃』（The Sino-Japanese War and Queen Min the Heroine） |                        | [ 36 ]       |
| 1967                   | 『多情仏心』（ Phantom Queen）                                            |                        | [ 36 ]       |
| 1968                   | 『女 』 （Woman）                                                         |                        | [ 36 ]       |
| 朝鮮民主主義人民共和国 |                                                                           |                        |              |
| 1984                   | 『脱出記』（Runaway）                                                     | ソン・リュの妻         | [ 38 ]       |
| 1985                   | 『愛、愛、わたしの愛』（Love, Love, My Love）                             | 春香（チュニャン）の母 | [ 38 ]       |
| 1985                   | 『塩』（Salt）                                                            | 母                     | [ 39 ]       |
| 1985                   | 『沈清伝』（The Tale of Shim Chong）                                      | 沈清（シムチョン）の母 | [ 40 ]       |

## 受賞歴

### 釜日映画賞（英語版）
| 年   | 部門         | ノミネート作品         | 結果 | 参照   |
| ---- | ------------ | ---------------------- | ---- | ------ |
| 1959 | 最優秀女優賞 | 『地獄花』             | 受賞 | [ 41 ] |
| 1962 | 最優秀女優賞 | 『離れの客とお母さん』 | 受賞 | [ 42 ] |
| 1966 | 最優秀女優賞 | 『日清戦争と女傑閔妃』 | 受賞 | [ 43 ] |

### 青龍映画賞
| 年   | 部門         | ノミネート作品 | 結果 | 参照   |
| ---- | ------------ | -------------- | ---- | ------ |
| 1964 | 人気スター賞 | N/A            | 受賞 | [ 44 ] |
| 1966 | 人気スター賞 | N/A            | 受賞 | [ 45 ] |

### 大鐘賞
| 年   | 部門           | ノミネート作品         | 結果 | 参照   |
| ---- | -------------- | ---------------------- | ---- | ------ |
| 1962 | 最優秀女優賞   | 『常緑樹』             | 受賞 | [ 46 ] |
| 1965 | 最優秀女優賞   | 『日清戦争と女傑閔妃』 | 受賞 | [ 46 ] |
| 2010 | 韓国映画功労賞 | N/A                    | 受賞 | [ 47 ] |

### その他の賞
| 年   | 賞                     | 部門       | ノミネート作品 | 結果 | 参照   |
| ---- | ---------------------- | ---------- | -------------- | ---- | ------ |
| 1985 | モスクワ国際映画祭     | 主演女優賞 | 『塩』         | 受賞 |        |
| 2006 | 大韓民国映画大賞       | 功労賞     | N/A            | 受賞 | [ 9 ]  |
| 2008 | 韓国映画評論家協会賞   | 特別功労賞 | N/A            | 受賞 | [ 48 ] |
| 2009 | 春史大賞映画祭         | 春史大賞   | N/A            | 受賞 | [ 49 ] |
| 2014 | 大韓民国大衆文化芸術賞 | 文化勲章   | N/A            | 受賞 | [ 9 ]  |

## 伝記
- 崔銀姫（Choi Eun-hee）; 申相玉（Shin Sang-ok）; 李長鎬（Yi Chang-ho） (2009) (朝鮮語). 영화 감독 신 상옥: 그 의 사진 풍경 그리고 발언 1926-2006 （Walks and Works of Shin Sang-ok: The Mogul of Korean Film - Photos and Words, 1926-2006）. Paju: 説話堂出版社（Youlhwadang Publishers）. ISBN 9788930103459

## 著書
- 崔銀姫・申相玉『조국은 저 하늘 저 멀리 （祖国はあの空遠く）』（1988年1月、米国で自費出版[50]）
  - 崔銀姫・申相玉『金正日왕국（金正日王国）』（韓国語。1988年4月、東亜日報社発行。韓国当局の検閲により約150ページを削除[50]。）
  - 崔銀姫・申相玉『闇からの谺（こだま）』（日本語。池田菊敏翻訳。1988年5月。ペン・エンタープライズ発行、池田書店発売。『金正日王国』の削除部分を再現、『祖国はあの空遠く』の完訳[50]）
    - （文庫版）崔銀姫・申相玉『闇からの谺 - 北朝鮮の内幕（上）』文藝春秋〈文春文庫〉、1989年3月（原著1988年）。ISBN 4-16-716202-4。
    - （文庫版）崔銀姫・申相玉『闇からの谺 - 北朝鮮の内幕（下）』文藝春秋〈文春文庫〉、1989年3月（原著1988年）。ISBN 4-16-716203-2。
- 崔銀姫『告白』（2007年に韓国で出版、未訳）